# جامعة جنديسابور الأهوازية للعلوم الطبية
جامعة جنديسابور الأهوازية للعلوم الطبية (اختصارًا AJUMS) هي جامعة حكومية للعلوم الطبية تقع في مدينة الأحواز جنوب غرب إيران.
الجامعة كانت في بداية تأسيسها تعرف بكلية الطب كأحدى كليات جامعة تشمران الأهوازية التي هي كانت بدورها تأخذ اسمها من مدرسة جنديسابور التي كانت تقع في نفس المنطقة من العصور القديمة. خرجت الجامعة من إدارة جامعة تشمران وأصبحت تحت إشراف وزارة الصحة كجامعة مستقلة في سنة 1986.
للجامعة 3 فروع في الأحواز، وبهبهان، وعبادان، وتقدم درجة الدكتوراة في العلوم والطب في 27 حقلاً. تدير الجامعة 8 مستشفيات عامة في مدينة الأحواز، و 20 مستشفى أخرى في المناطق المحيطة بها، فضلاً عن عشرات العيادات المنتشرة في المحافظة.

## كليات الجامعة
- كلية الصيدلة
- كلية الطب
- كلية طب الأسنان
- كلية العلوم الصحية
- كلية التمريض